# Carroll (New York)
Carroll è un comune degli Stati Uniti d'America, situato nello Stato di New York, nella contea di Chautauqua.